# Мустафа Адіб
Мустафа Адіб Абул Вахед (араб. مصطفى أديب) (нар. 30 серпня 1972) — ліванський дипломат, юрист, педагог, політик, дослідник та вчений, прем'єр-міністр Лівану у вересні 2020 року. У 2013—2020 роках обіймав посаду посла Лівану у Німеччині.
31 серпня 2020 був призначений прем'єр-міністром Лівану, замінивши Хасана Діаба. Проте вже 26 вересня відмовився формувати уряд та заявив про відставку.
Відомий своїми науковими дослідженнями та досвідом роботи з безпеки людини та державної безпеки, виборчого законодавства та парламентського нагляду за сферою безпеки.

## Біографія
Мустафа Адіб Абул Вахед народився 30 серпня 1972 року в місті Триполі на півночі Лівану. Суніт.

## Кар'єра
Мустафа здобув докторський ступінь з права та політології Університету Монпельє. У 2000 році почав викладати у Військовому коледжі Бейрута, також в різних університетах Лівану та Франції він викладав міжнародне публічне право, конституційне право, міжнародні відносини та геополітика. Штатний професор Ліванського університету.
У 2004 році став президентом Центру стратегічних досліджень Близького Сходу (CESMO)  [Архівовано 31 березня 2022 у Wayback Machine.] із тих пір провів численні дослідження з ООН, Загальним центром громадського контролю за збройними силами.
Тісно пов'язаний з колишнім прем'єр-міністром Ліваном Наджибом Мікаті, з 2000 по 2004 рік був його радником. Один з членів комітету, відповідального за внесення поправок до нового виборчого законодавства Лівану в 2005 і 2006 роках. У 2011 призначений тодішнім прем'єр-міністром Наджибом Мікаті головою його канцелярії. 18 липня 2013 року призначений послом Лівану до Німеччини

### Прем'єрство
30 серпня 2020 Рух за майбутнє Лівану та група колишніх прем'єр-міністрів Лівану підтримали кандидатуру Мустафи Адіба на посаду прем'єр міністра. Його номінували для заміни Хасана Діаба який подав у відставку 10 серпня 2020 внаслідок протестів і заворушень після вибуху в порту Бейруту, який забрав життя майже 200 осіб. Повідомлялося, що Мустафа здобув підтримку основних партій, таких як Вільна національна течія Лівану для формування нового кабінету. Колишній прем'єр-міністр Наджиб Мікаті став першим політиком, який номінував Мустафу Адіба на посаду. Також Адіб став єдиним кандидатом, який номінували станом на 30 серпня 2020, а також, як повідомлялося, президент Франції Еммануель Макрон, який повинен був прибути до Лівану для мирних переговорів та обговорення політичних реформ у країні, підтримав його призначення. 31 серпня 2020, за день до встановленого французьким президентом крайнього строку, Адіб був призначений прем'єр-міністром. Це відбулося всього за кілька годин до прибуття Макрона. Мустафа здобув підтримку 90 депутатів з 120.
26 вересня 2020 року заявив про відмову формувати уряд та про відставку з посади прем'єр-міністра.